# Haltere la Jocurile Olimpice de vară din 2016 - feminin 69 kg
Proba de haltere categoria 69 de kg feminin de la Jocurile Olimpice de vară din 2016 de la Rio de Janeiro a avut loc la data de 10 august, la Pavilionul 2 al Riocentro.

## Recorduri
Înaintea acestei competiții, recordurile mondiale și olimpice erau următoarele.
| Recorduri mondiale | Smuls   | Liu Chunhong (CHN) | 128 kg | Beijing, China | 13 august 2008 |
| Recorduri mondiale | Aruncat | Liu Chunhong (CHN) | 158 kg | Beijing, China | 13 august 2008 |
| Recorduri mondiale | Total   | Liu Chunhong (CHN) | 286 kg | Beijing, China | 13 august 2008 |
| Recorduri olimpice | Smuls   | Liu Chunhong (CHN) | 128 kg | Beijing, China | 13 august 2008 |
| Recorduri olimpice | Aruncat | Liu Chunhong (CHN) | 158 kg | Beijing, China | 13 august 2008 |
| Recorduri olimpice | Total   | Liu Chunhong (CHN) | 286 kg | Beijing, China | 13 august 2008 |

## Rezultate
| Loc | Atlet                              | Grupa | Greutatea corpului | Smuls (kg) | Smuls (kg) | Smuls (kg) | Smuls (kg) | Aruncat (kg) | Aruncat (kg) | Aruncat (kg) | Aruncat (kg) | Total |
| Loc | Atlet                              | Grupa | Greutatea corpului | 1          | 2          | 3          | Rezultat   | 1            | 2            | 3            | Rezultat     | Total |
| --- | ---------------------------------- | ----- | ------------------ | ---------- | ---------- | ---------- | ---------- | ------------ | ------------ | ------------ | ------------ | ----- |
| 1   | Xiang Yanmei (CHN)                 | A     | 68.78              | 113        | 116        | 118        | 116        | 142          | 145          | 147          | 145          | 261   |
| 2   | Zhazira Zhapparkul (KAZ)           | A     | 69.00              | 111        | 115        | 117        | 115        | 140          | 140          | 144          | 144          | 259   |
| 3   | Sara Ahmed (EGY)                   | A     | 68.00              | 107        | 110        | 112        | 112        | 135          | 140          | 143          | 143          | 255   |
| 4   | Leydi Solís (COL)                  | A     | 68.61              | 106        | 110        | 110        | 110        | 140          | 143          | 146          | 143          | 253   |
| 5   | Nazik Avdalyan (ARM)               | A     | 68.55              | 103        | 107        | 107        | 107        | 130          | 133          | 135          | 135          | 242   |
| 6   | Neisi Dajomes (ECU)                | B     | 68.83              | 100        | 104        | 107        | 107        | 130          | 135          | 135          | 135          | 242   |
| 7   | Darya Pachabut (BLR)               | A     | 66.88              | 105        | 105        | 105        | 105        | 126          | 132          | 137          | 132          | 237   |
| 8   | Munkhjantsangiin Ankhtsetseg (MGL) | A     | 68.97              | 106        | 106        | 108        | 106        | 131          | 135          | 135          | 131          | 237   |
| 9   | Marie-Ève Beauchemin-Nadeau (CAN)  | A     | 68.81              | 98         | 98         | 103        | 98         | 130          | 135          | 136          | 130          | 228   |
| 10  | Rebekah Tiler (GBR)                | B     | 68.59              | 98         | 101        | 101        | 101        | 122          | 126          | 126          | 126          | 227   |
| 11  | Apolonia Vaivai (FIJ)              | B     | 68.88              | 88         | 88         | 92         | 88         | 108          | 113          | 117          | 113          | 201   |
| 12  | Duygu Aynacı (TUR)                 | B     | 68.83              | 85         | 88         | 90         | 90         | 105          | 110          | 110          | 110          | 200   |
| 13  | Gulnabat Kadyrova (TKM)            | B     | 68.73              | 85         | 90         | 94         | 90         | 100          | 105          | 105          | 105          | 195   |
| 14  | Arcangeline Fouodji (CMR)          | B     | 68.08              | 77         | 82         | 86         | 82         | 100          | 105          | 110          | 105          | 187   |
| —   | Patrycja Piechowiak (POL)          | B     | 68.32              | 98         | 101        | 103        | 101        | N/A          | N/A          | N/A          | N/A          | DNF   |
| —   | Florina Sorina Hulpan (ROU)        | A     | 67.52              | 100        | 100        | 100        | 100        | N/A          | N/A          | N/A          | N/A          | DNF   |
| —   | Nastassia Mikhalenka (BLR)         | A     | 67.23              | 103        | 103        | 103        | -          | N/A          | N/A          | N/A          | N/A          | DNF   |